# You Higuri
You Higuri (氷栗・優, Higuri You), né un 16 octobre à Osaka, est une mangaka japonaise. Elle est l'auteur d'œuvres à caractères shōnen-ai ou yaoi, tel que : Cantarella, Gakuen Heaven, Gorgeous Carat ou Ludwig II. Elle a également réalisé des shōjo comme Crown ou Seimaden.

### Documentation
- Karen Merveille, « You Higuri », dans Manga 10 000 Images no 1, Éditions H, mai 2008, p. 50-51.